# Bogusław Grochowski
Bogusław Ryszard Grochowski (ur. 22 lipca 1923 w Tłucznicach, zm. 8 marca 2011 w Warszawie) – profesor Politechniki Warszawskiej, specjalista w dziedzinie geometrii wykreślnej i grafiki komputerowej.

## Życiorys
W czasie II wojny światowej pracował przymusowo w Prusach Wschodnich. W 1947 zdał maturę w Liceum Ogólnokształcącym im. Piotra Skargi w Pułtusku rozpoczynając studia matematyczne na Uniwersytecie Warszawskim. Pracę magisterską z zakresu geometrii skończonych napisał w 1951 pod kierunkiem prof. Edwarda Otto. Rozpoczął pracę jako wykładowca w Katedrze Geometrii Wykreślnej na Wydziale Inżynierii Środowiska, Architektury i Geodezji na Politechnice Warszawskiej. Pracę doktorską "Rzut środkowy przestrzeni Łobaczewskiego" napisał także pod kierunkiem prof. Edwarda Otto i obronił w 1960. Przez wiele lat pełnił funkcję prodziekana Wydziału Inżynierii Środowiska oraz był kierownikiem Zakładu Geometrii Rzutowej i Rysunku Technicznego w Instytucie Ogrzewnictwa i Wentylacji Politechniki Warszawskiej. W latach 1978–1993 prowadził zajęcia z geometrii wykreślnej w Wyższej Szkole Pedagogicznej w Olsztynie. Był autorem licznych publikacji naukowych. Za podręcznik "Geometria wykreślna z perspektywą stosowaną" otrzymał w październiku 1989 nagrodę indywidualna II stopnia Ministra Edukacji Narodowej w tym samym roku odebrał nominację profesorską. Odznaczony był ponadto: Krzyżem Kawalerskim Orderu Odrodzenia Polski, Złotym Krzyżem Zasługi oraz Medalem Wydziału Architektury Politechniki Warszawskiej. Uroczystości pogrzebowe miały miejsce 12 marca 2011, Bogusław Grochowski spoczął na cmentarzu w Hajnówce.